# Acaulimalva steinbachii
Acaulimalva steinbachii är en malvaväxtart som beskrevs av Krapovickas. Acaulimalva steinbachii ingår i släktet Acaulimalva och familjen malvaväxter. Inga underarter finns listade i Catalogue of Life.